# 독일 약국 박물관
독일 약국 박물관(독일어: Deutsches Apotheken-Museum)은 독일 바덴뷔르템베르크주 하이델베르크에 위치한 하이델베르크 성에 있는 약학 박물관이다. 성의 오토하인리히 관(Ottheinrichsbau)에 있다. 박물관은 1937년 자선 재단의 형태로 설립되었다.